# Charles Hickcox
Charles Buchanan Hickcox, conegut com a Charlie Hickcox, (Phoenix, Estats Units 1947 - San Diego 2010) fou un nedador nord-americà, ja retirat, guanyador de quatre medalles olímpiques.
Va néixer el 6 de febrer de 1947 a la ciutat de Phoenix, població situada a l'estat d'Arizona. Es casà amb la saltadora i campiona olímpica Leslie Bush. Va morir el 15 de juny de 2010 a la seva residència de San Diego (Califòrnia), a conseqüència d'un càncer.

## Carrera esportiva
Especialista en la modalitat d'estils i esquena, als 21 anys va participar en els Jocs Olímpics d'Estiu de 1968 celebrats a Ciutat de Mèxic (Mèxic), on va aconseguir guanyar la medalla d'or en els 200 metres estils, establint un nou rècord olímpic amb un temps de 2:12.0 miunuts; en els 400 metres estils i en els relleus 4x100 metres estils, establint l'equip nord-americà un nou rècord del món amb un temps d'1:01.4 minuts. Així mateix participà en la prova dels 100 metres esquena, on aconseguí guanyar la medalla de plata en quedar per darrere de l'alemany Roland Matthes.
Al llarg de la seva carrera aconseguí guanyar tres medalles en els Jocs Panamericans, dues d'elles d'or, i quatre medalles en les Universíades, totes elles d'or.